# King Frankie
King Frankie ist ein Filmdrama und das Spielfilmdebüt von Dermot Malone. Die irische Produktion feierte im Februar 2024 beim Dublin International Film Festival ihre Premiere und soll im weiteren Verlauf des Jahres in die irischen und britischen Kinos kommen.

## Handlung
Nach dem Tod seines Vaters wird der Dubliner Taxifahrer Frankie Burke, der sein eigenes Taxiunternehmen betreibt, mit den Geistern seiner Vergangenheit in der Gestalt eines unerwarteten Besuchers konfrontiert, den er seit zehn Jahren nicht mehr gesehen hat. Dieses Treffen erinnert Frankie an den schlimmsten Tag seines Lebens. Damals hatten er und seine Ehefrau Jenny in einem luxuriösen Landhotel zum achten Geburtstag ihrer Tochter eine pompöse Party gegeben und hierzu auch Frankies Geschäftspartner eingeladen. An diesem Tag ereignete sich eine Tragödie, die bei ihm bis heute Panikattacken zur Folge hat.

## Produktion

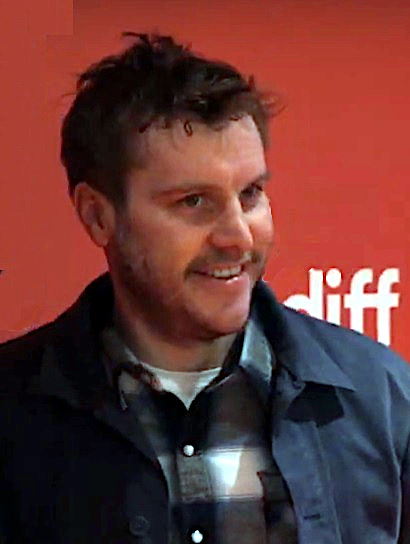
Peter Coonan spielt Frankie

Regie führte Dermot Malone, der auch das Drehbuch schrieb. Es handelt sich bei King Frankie um sein Spielfilmdebüt.
Peter Coonan, bekannt aus Filmen wie We Have Always Lived in the Castle und Doineann, spielt in der Titelrolle Frankie Burke. Olivia Caffrey spielt seine Ehefrau Jenny. Alan Mahon spielt Frankies Jugendfreund Peter und Rob Malone, der Bruder des Regisseurs, der in fünf Folgen der Fernsehserie Vikings in der Rolle von Thorgrim zu sehen war, dessen Sohn Cathal. Er war bereits in seinem Kurzfilm Goodbye My Brother zu sehen. Owen Roe, der ebenfalls in Vikings spielte, ist in der Rolle von Frankies Vater Aidan zu sehen. Der irische Rapper Rejjie Snow spielt Syl und Ruairi O’Connor den Geschäftspartner Fraser.
Die Dreharbeiten fanden im Norden des County Dublin und im nördlich gelegenen County Meath statt. Kameramann Luke Jacobs war zuvor in erster Linie für Kurzfilme wie The Passion und Safe as Houses und eine Reihe von Musikvideos tätig.
Die Filmmusik komponierte Michael MacLennan.
Die Premiere von King Frankie erfolgte am 24. Februar 2024 beim Dublin International Film Festival. Im Juli 2024 wird der Film beim Galway Film Fleadh gezeigt. Im weiteren Verlauf des Jahres soll er in die irischen und britischen Kinos kommen.

## Auszeichnungen
Irish Film and Television Awards 2025
- Nominierung als Bester Film
- Nominierung als Bester Hauptdarsteller (Peter Coonan)[4]